# 형제복지원
사회복지법인 형제복지원은 1975년부터 1987년까지 대한민국 부산직할시 북구 주례동 산 18번지(현재 부산 사상구 주례동 백양대로 372)에 있었던 강제수용소로, 3,146명이 수용 가능한 대한민국 최대의 강제 수용시설이었다. 수용소는 AP통신과 CNN의 기사에 노출된 사회정화 기간 동안 한국에서 최악의 인권 유린이 발생한 장소였다.

## 배경
6.25 전쟁이 발발하면서 피란민이 급증하자 민간 복지시설과 수용시설이 빠른 속도로 늘어나게 된다. 1960년 박인근은 부산직할시 남구 감만동에 소규모 육아시설인 형제육아원을 설립하고, 1966년 보건사회부로부터 설립 인가를 받는다.  기독교계 인사들로 이사회가 구성되어 주로 기독교계의 지원으로 운영되던 형제육아원은 1970년 '사회복지사업법'이 시행되면서 '사회복지법인형제원'으로 이름을 변경한다. 1975년 12월 15일 정부는 내무부훈령 제410호 ‘부랑인의 신고, 단속, 수용, 보호와 귀향 및 사후관리에 관한 업무처리 지침’을 발표하며 조직적인 부랑인 수용이 시작되며,  같은 해 형제복지원은 부산시와 부랑인 수용업무 위탁계약을 체결한다. 이후 1986년 아시안 게임과 1988년 하계 올림픽을 앞두고 전두환 정부는 대대적인 부랑인 단속에 나서면서 수용자들이 늘어났다.

## 내부 생활
형제복지원은 원장 아래 중대장과 소대장으로 수용자들을 군대처럼 조직해 운영되었으며, 수용자들을 총 48개 소대로 나누어 운영했다.
당시 수용자들은 입소 과정에서 국민교육헌장과 함께 성경과 찬송가를 외워야 했고, 일요일마다 교회에 나와 목사의 설교를 듣고, 생활 중에서도 찬송가를 같이 합창해야 했다.
성폭력은 공식적으로 금지되었으나, 여러 생활자들은 동성 간 성폭행이 발생했다는 것을 증언했으며,
2023년 진실화해위원회 조사에서는 대다수의 피해자는 남성 아동이었으나, 여성에 대한 성폭력도 자주 발생했으며, 강제 낙태 또는 외부 입양 등이 발생했다고 적었다.

## 수사
1987년 1월 19일  부산지방검찰청 울산지청은 부산 형제복지원 원장 박인근과 직원 주영은(당시 48세) 등 5명이 구속기소한다. 신한민주당은 1월 30일 문정수 의원을 단장으로 하는 진상조사단을 파견했으며,  진상조사단은 강제입소, 수용소 내의 폭행과 사망, 사체처리 문제, 강제노역과 임금착취, 감독관청의 행정지도 감독의 부재를 보고하였다. 그러나 당시에는 박종철 고문치사 사건에 관심이 집중되면서 상대적으로 관심이 분산되었다.  사건을 수사하던 김용원 검사는 저서 《브레이크 없는 벤츠》에서  당시 부산지방검찰청 검사장이었던 박희태에게 사건 축소 및 외압 등의 지시를 받았다고 적었다. 법원은 형제복지원이 당시 합법적인 복지시설이었임을 들어 박인근에게 특수감금죄에 대해서 무죄를 선고하며 횡령죄에 대해서만 유죄로 판단해 징역 2년 6개월형을 선고했다.
2005년부터 100억원이 넘는 돈을 사회복지재단 명의로 대출 받아 18억 이상을 개인 용도로 사용한 것이 검찰에서 확인이 되어 박인근 원장과 그의 아들은 2014년 재판을 받는다.

## 재판
1심에서 박인근(58세 형제복지원장)은 징역 10년, 벌금 6억8천178만원을 선고받았고, 김돈영(50세 형제복지원 총무)은 징역 1년, 성태운(48세 형제복지원 소대장)은 징역 1년, 이충렬(27세 형제복지원 소대장)은 징역 3년, 주영은(48세 형제복지원 사무장)은 징역 2년, 집행유예 3년, 임채홍(48세 형제복지원 소대장)은 징역 1년, 집행유예 2년, 박두선(30세 박인근 아들, 형제요양원 총무)은 징역 3년을 선고받았다.
항소심에서 대구고등법원 형사2부는 특수감금죄 등 5개 죄목으로 피고인들에 대해 유죄를 인정했으나 정상을 참작하여 감경하면서 박두선에 대해 "아들로 아버지의 범법행위에 대해 알고는 있었지만 직접 가담하거나 방조한 사실이 없다"고 했다. 박인근은 징역 4년, 김돈영은 징역 1년, 성태운은 징역 8개월, 이충렬은 징역 1년 6개월, 주영은은 징역 1년, 집행유예 2년, 임채홍은 징역 8개월, 집행유예 2년, 박두선은 무죄를 선고받았다.
상고심에서 대법원 형사1부(주심 황선당)는 1988년 3월 9일에 "특수감금죄와 형법상의 정당행위의 법리를 오해한 위법이 있다"며 파기환송했다. 파기환송심에서 대구고등법원 제1형사부(재판장 정용인)는 "적법한 허가를 받은 시설로 볼 수 없다는 점에서 강제수용은 감금죄에 해당한다"고 했다. 박인근은 징역 3년, 김돈영은 징역 1년을 선고받았다.
재상고심에서 대법원 형사1부(주심 배만운)은 1989년 7월 13일 "울주사업장에 수용 중인 부랑인들의 이탈을 방지하기 위해 취침시간에 자물쇠로 철문을 잠그고 행동의 제한을 한 것은 사회복지사업 등 법령에 따른 정당한 직무로서 감금죄가 성립하지 않는다"며 박인근에게 특정경제범죄 가중처벌법 횡령죄만 적용하여 징역 2년 6개월, 김돈영에게 무죄를 선고한 원심을 확정했다.

## 폐쇄 이후
사건이 알려진후 1987년 형제복지원은 폐쇄되었으며, 철거된 이후 부지는 1995년 부산시로부터 허가를 받아 아파트 건설 용도로 매각된다. 형제복지원 폐쇄 이후 수용자(需用者)들은 노숙자가 되고, 채혈(採血) 후 헌혈차에서 주는 빵으로 생활한 이도 있었다. 당시 12~15세의 소년과 소녀도 많았는데, 너무 오래 갇힌 채 피동적인 삶을 살아서 사회에 적응하지 못하는 사람들도 있었다. 박인근은 출소 후 형제복지원 부지를 매각하고 기존에 형제복지원을 재인수하여 1000억 원대의 재산을 보유하고 있다. 형제복지원은 형제복지지원재단으로 똑같이 존재하며 부산광역시 기장군 정관읍 곰내길 483(달산리 985-2)에 시설을 세웠다. 박인근의 셋째 아들은 이 재단(2014년 2월 사회복지법인 느헤미야로 법인명 변경)에 대표로 있으면서 실로암의 집을 운영하였으며, 2016년 이후 현재 운영하지 않는다. 현재 부산광역시사상구 주례동 239, 주례동10-1,주례동 10-21, 주례동 10-4에 있었다.
27년 뒤, 1984년 입소하여, 1987년 6월 30일 형제복지원 폐쇄당시 전원조치된 피해자인 한종선이 2012년 5월 국회 앞에서 1인 시위를 통해 세상에 알리고, 전규찬과의 공저 《살아남은 아이》(한종선, 전규찬, 박래군 지음)의 책을 통해 형제복지원에서의 실상을 글과 그림으로 증언하며 그 진상이 세상에 알려졌다. 한편 한종선 외 형제복지원 피해자들은 2013년 12월 24일 국가를 상대로 인권침해에 대한 진상 조사와 배상을 요구했다.
한편 이 사건과 관련해 박인근 원장은 1981년 4월 20일 보건부 국민포장을 받았고, 1984년 5월 11일에는 국민훈장 동백장을 받았으나, 2018년 7월 10일 행정안전부는 '부적절한 서훈 취소(안)'을 심의·의결해 서훈을 취소했다.

### 검찰 과거사위원회 조사
2018년 2월 6일 검찰 과거사위원회는 12개 사전조사 대상 사건 중 하나로 형제복지원 사건을 선정하고, 1987년 당시 형제복지원에서 발생한 인권침해 의혹에 대하여 검찰 지휘부와 정부 및 부산시 등의 외압에 의해 수사가 축소되어 공소제기가 제대로 이루어지지 않았다고 판단하여 본조사 대상사건으로 선정하여 진상조사단을 구성하였다. 검찰 진상조사단은 형제복지원 사건과 관련하여 수용과정의 위법성과 외압에 의한수사축소, 위법행위에 대한 부산시의 묵인사실을 인정하고 내무부 훈령 제410호가 위헌ㆍ위법하다고 판단하였다.
문무일 검찰총장은 권고에 따라 2018년 11월 27일에 한종선씨 등 형제복지원 피해자 30여명을 만나 사과했으며, 사건에 대해서 대한민국 대법원에 비상상고를 했다. 2021년 3월 11일 대법원은 당시 재판이 법령을 위반하지 않았다고 판단하며 비상상고를 기각했다.

## 같이 보기
- 박희태
- 김용원
- 박인근
- 삼청교육대
- 대한민국 진실·화해를위한과거사정리위원회

### 참고 자료
- 박경규; 김일환; 김재형; 김아람 (2020).  유진, 편집. 《과거사 청산을 위한 국가폭력 연구(Ⅱ)- 1970년대 보안처분제도의 형성과 부랑인 단속ㆍ수용을 중심으로》. 한국형사·법무정책연구원. ISBN 979-11-89908-69-0.
- 서울대학교 사회학과 형제복지원연구팀 (2021). 《절멸과 갱생 사이 - 형제복지원의 사회학》. 서울대학교출판문화원. ISBN 978-89-521-2955-0.
- 대한민국 진실·화해를위한과거사정리위원회 (2023). 형제복지원 인권침해 사건(1) (보고서).

## 관련 서적
- 김영욱.《형제복지원:생지옥의 낮과 밤》. 청사. 1988년. ISBN 2006466001474
- 김용원. 《브레이크 없는 벤츠》. 예하. 1993년. ISBN 89-7385-718-5
- 전규찬·한종선·박래군. 《살아남은 아이》. 문주. 2012년. ISBN 978-89-967670-4-6
- 형제복지원구술프로젝트, 《숫자가 된 사람들-형제복지원 피해생존자 구술기록집》, 오월의봄, 2015년. ISBN 978-89-97889-64-8
- 서울대학교 사회학과 형제복지원연구팀, 《절멸과 갱생 사이 - 형제복지원의 사회학》, 서울대학교출판문화원, 2021년. ISBN 978-89-521-2955-0